# Gare de Veynes - Dévoluy
La gare de Veynes - Dévoluy est une gare ferroviaire française des lignes de Lyon-Perrache à Marseille-Saint-Charles (via Grenoble) et de Veynes à Briançon, située sur le territoire de la commune de Veynes, à proximité de celle de Dévoluy, dans le département des Hautes-Alpes, en région Provence-Alpes-Côte d'Azur.
Elle est mise en service en 1875, par la Compagnie des chemins de fer de Paris à Lyon et à la Méditerranée (PLM).
C'est une gare voyageurs de la Société nationale des chemins de fer français (SNCF), desservie par des trains Intercités de nuit et TER Provence-Alpes-Côte d'Azur. C'est également une gare marchandises.

## Situation ferroviaire
Établie à 814 mètres d'altitude, la gare de bifurcation de Veynes - Dévoluy est située au point kilométrique (PK) 240,048 de la ligne de Lyon-Perrache à Marseille-Saint-Charles (via Grenoble), entre les gares ouvertes d'Aspres-sur-Buëch et de Serres. En direction de Serres, s'intercale la halte fermée de Pont de Chabestan.
Elle est également l'origine au PK 240,048 de la ligne de Veynes à Briançon, avant la gare ouverte de Gap. S'intercalent les gares fermées de Montmaur, de La Roche-des-Arnauds, et de La Freissinouse.
C'est une gare de rebroussement, de Grenoble vers Marseille et inversement.

## Histoire

### Gare de la Compagnie du PLM
La gare de Veynes est mise en service 1er février 1875 par la Compagnie des chemins de fer de Paris à Lyon et à la Méditerranée (PLM), lorsqu'elle ouvre à l'exploitation la section de Veynes à Sisteron, de la ligne de Lyon-Perrache à Marseille-Saint-Charles (via Grenoble), et de la section de Veynes à Gap de la ligne de Veynes à Briançon. Qui a été achevée en totalité le 15 septembre 1884.
Le 29 juillet 1878, l'ouverture de la section de Vif à la bifurcation du Poteau-Saint-Luc à proximité de Veynes permet de rejoindre Grenoble et Lyon-Perrache.
Le 1er juin 1894, l'achèvement de la ligne de Livron à Aspres-sur-Buëch permet des relations avec la vallée du Rhône.
La gare de Veynes comportait un important dépôt, car les trains changeaient obligatoirement de locomotive, et parfois passaient en double traction pour affronter les pentes de la Croix-haute. Une rotonde y fut établie en 1885. La gare de Veynes devint un établissement de maintenance du matériel roulant.

### Gare de la SNCF

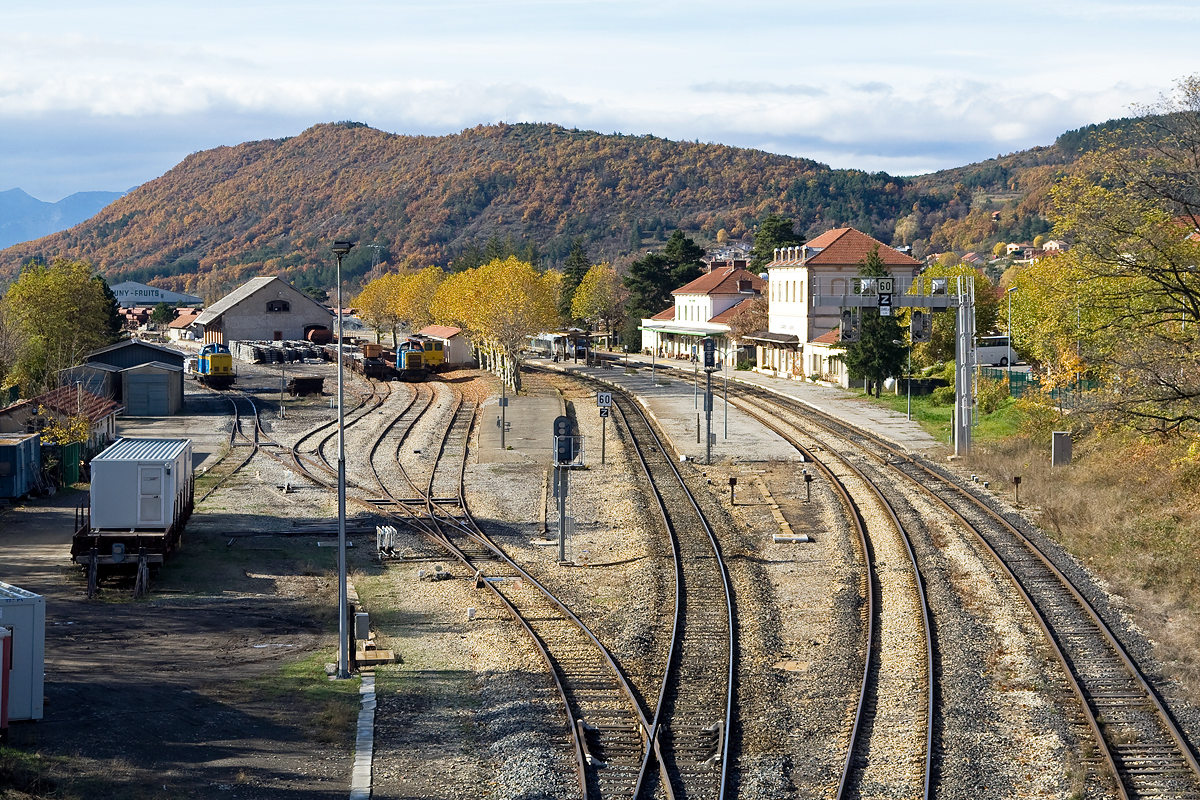
Vue d'ensemble de la gare en 2008.

La section de Grenoble à Veynes n'eut jamais le trafic escompté, car la plupart des trains express et de marchandises reliaient Grenoble à Marseille par Valence, itinéraire plus long en kilomètres mais beaucoup plus rapide. L'activité en matière de traction commença à décliner au milieu du XXe siècle avec l'arrivée des locomotives Diesel. La double voie de Veynes à Chorges, disparue lors de la Seconde Guerre mondiale, ne fut pas rétablie. Les quelques trains directs Lyon - Grenoble - Marseille, ralentis par le rebroussement et les divisions ou recompositions de rames en gare de Veynes, disparurent dans les années 1970. Seuls restaient (et restent encore) en fait de rames tractées le train de nuit Paris - Briançon, quelques trains supplémentaires en période de neige, les trains Lyon - Briançon et les rames Marseille - Briançon. Le trafic par autorails connut une embellie au cours des années 1960 et 70, avec notamment l'Alpazur reliant Genève à Digne (et Nice par les CP). Mais le dépôt de Veynes avait perdu sa raison d'être.
Le 13 juillet 1975, eurent lieu les cérémonies du centenaire de la gare de Veynes avec la circulation d'un train spécial Veynes - Briançon - Veynes, tracté par la locomotive à vapeur 141R 1187 et avec le baptême « Ville de Veynes » de l'autorail triple X 4901/2, premier de la série X 4900. Le 1er octobre 1978, ce sont les festivités du centenaire de la ligne des Alpes avec un train spécial Grenoble - Veynes - Grenoble tracté par la locomotive diesel CC 72084 pavoisée.
Le 14 décembre 2008, un horaire cadencé est mis en place sur la ligne Grenoble-Veynes-Gap assuré par des autorails X 73500.
Aujourd'hui Veynes est une modeste gare de passage et de correspondance, dont le trafic est constitué, outre le train de nuit Intercités Paris-Briançon, de TER avec les TER Provence-Alpes-Côte d'Azur par la ligne entrre Marseille Saint-Charles et Briançon et par la ligne entre Romans - Bourg-de-Péage via Die et Valence-Ville à destination de Briançon ainsi que les TER Auvergne-Rhône-Alpes pour Grenoble. Le trafic est cependant plus important en hiver, avec plusieurs dessertes depuis Paris et le nord de la France et à destination des nombreuses stations haut-alpines. La gare a d'ailleurs été rebaptisée « Veynes - Dévoluy » pour rappeler sa proximité avec certaines d'entre elles, notamment SuperDévoluy.
Le 26 avril 2025, pour fêter les 150 ans de l'arrivée du train à Veynes, la gare a reçu la visite de la 140 C 27 venue du dépôt de Nîmes, tractant deux voitures de voyageurs depuis La Brillane-Oraison et à destination de Briançon. Le lendemain 27 avril le même équipage est redescendu de Briançon à Veynes.

## Fréquentation
De 2015 à 2023, selon les estimations de la SNCF, la fréquentation annuelle de la gare s'élève aux nombres indiqués dans le tableau ci-dessous.
| Année     | 2015   | 2016   | 2017   | 2018   | 2019   | 2020   | 2021   | 2022   | 2023   |
| --------- | ------ | ------ | ------ | ------ | ------ | ------ | ------ | ------ | ------ |
| Voyageurs | 92 178 | 88 367 | 93 145 | 78 109 | 77 042 | 39 723 | 64 411 | 73 563 | 80 715 |

## Service des voyageurs

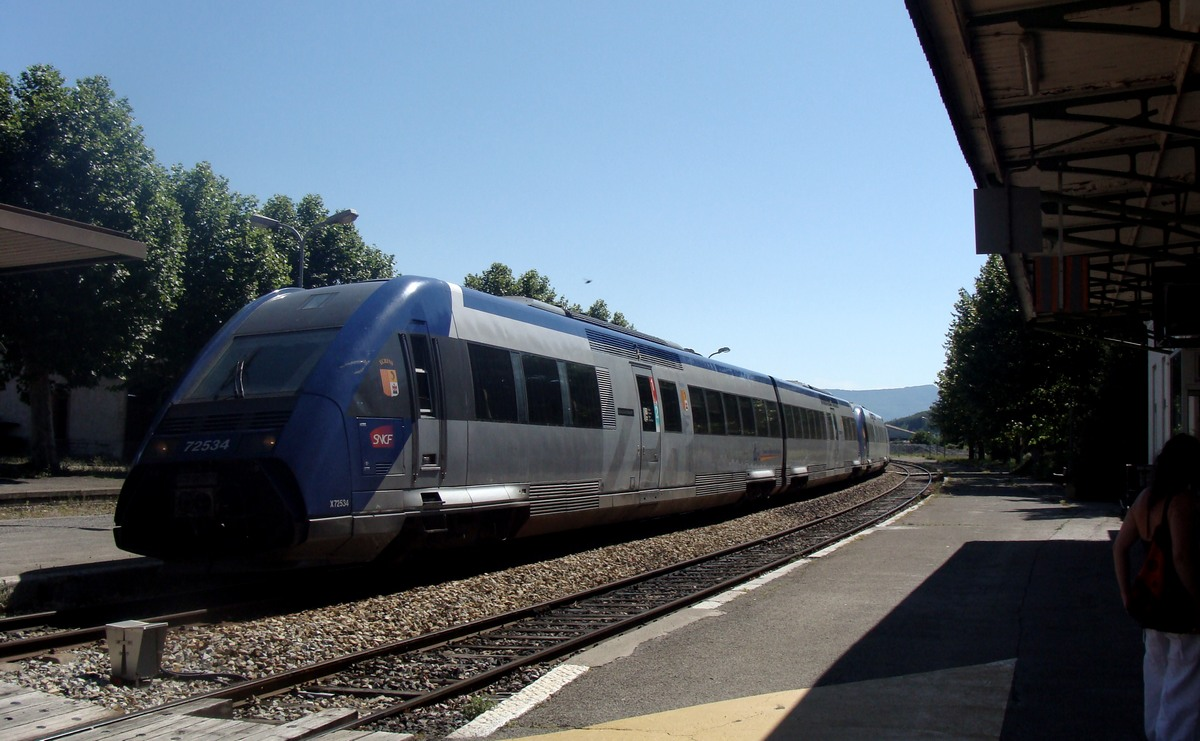
TER Marseille - Briançon (deux X 72500 en UM).

### Accueil
Gare de la SNCF, elle dispose d'un bâtiment voyageurs, sans guichet ; toutefois, une présence commerciale est effective du lundi au vendredi (quelques heures par jour). Elle est équipée d'automates pour l'achat de titres de transport TER. C'est une gare « Accès plus » qui dispose d'aménagements, équipements, et un service pour les personnes à mobilité réduite.

### Desserte
Veynes - Dévoluy est desservie par les trains Intercités de nuit de la relation de Paris-Austerlitz à Briançon.
C'est aussi une gare régionale desservie par des trains TER Provence-Alpes-Côte d'Azur, des relations de :
- Marseille-Saint-Charles à Gap ou à Briançon ;
- Grenoble à Veynes - Dévoluy ou à Gap ;
- Romans - Bourg-de-Péage à Veynes - Dévoluy, Gap, ou Briançon.

### Intermodalité
Un parc pour les vélos et un parking pour les véhicules y sont aménagés.
Elle est également desservie par des cars TER des relations Manosque - Gréoux-les-Bains, ou Digne ou Clelles - Mens, à Veynes - Dévoluy.

Installations et desserte
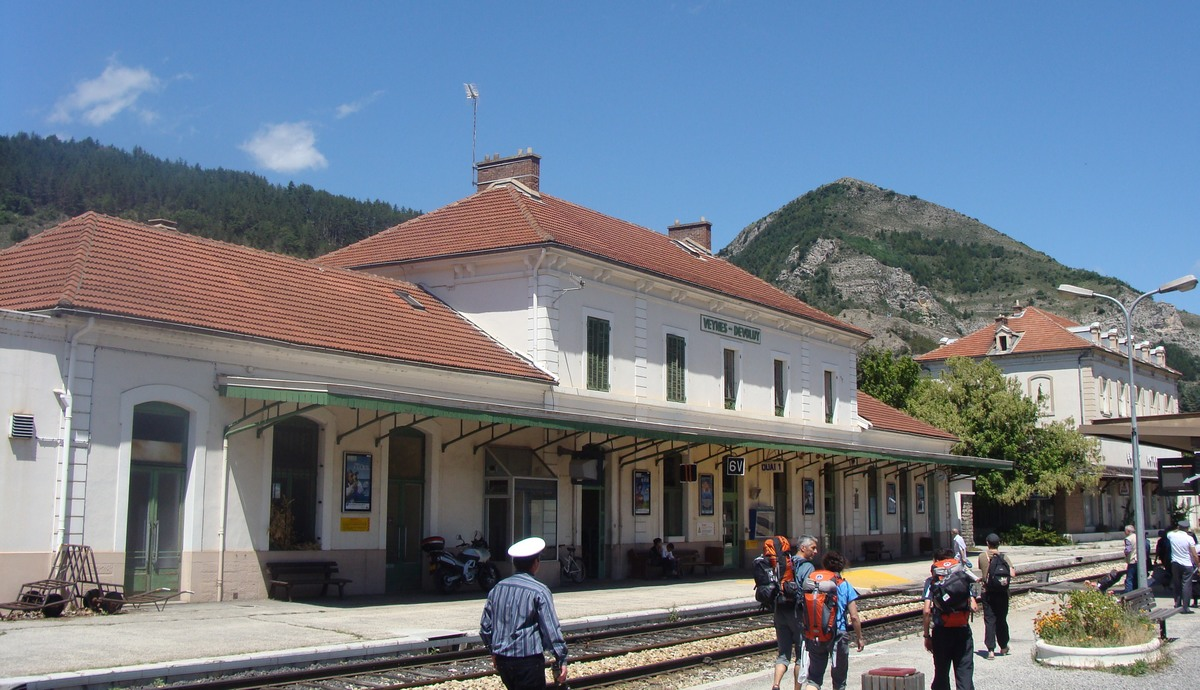
Bâtiment voyageurs, voies et quais.
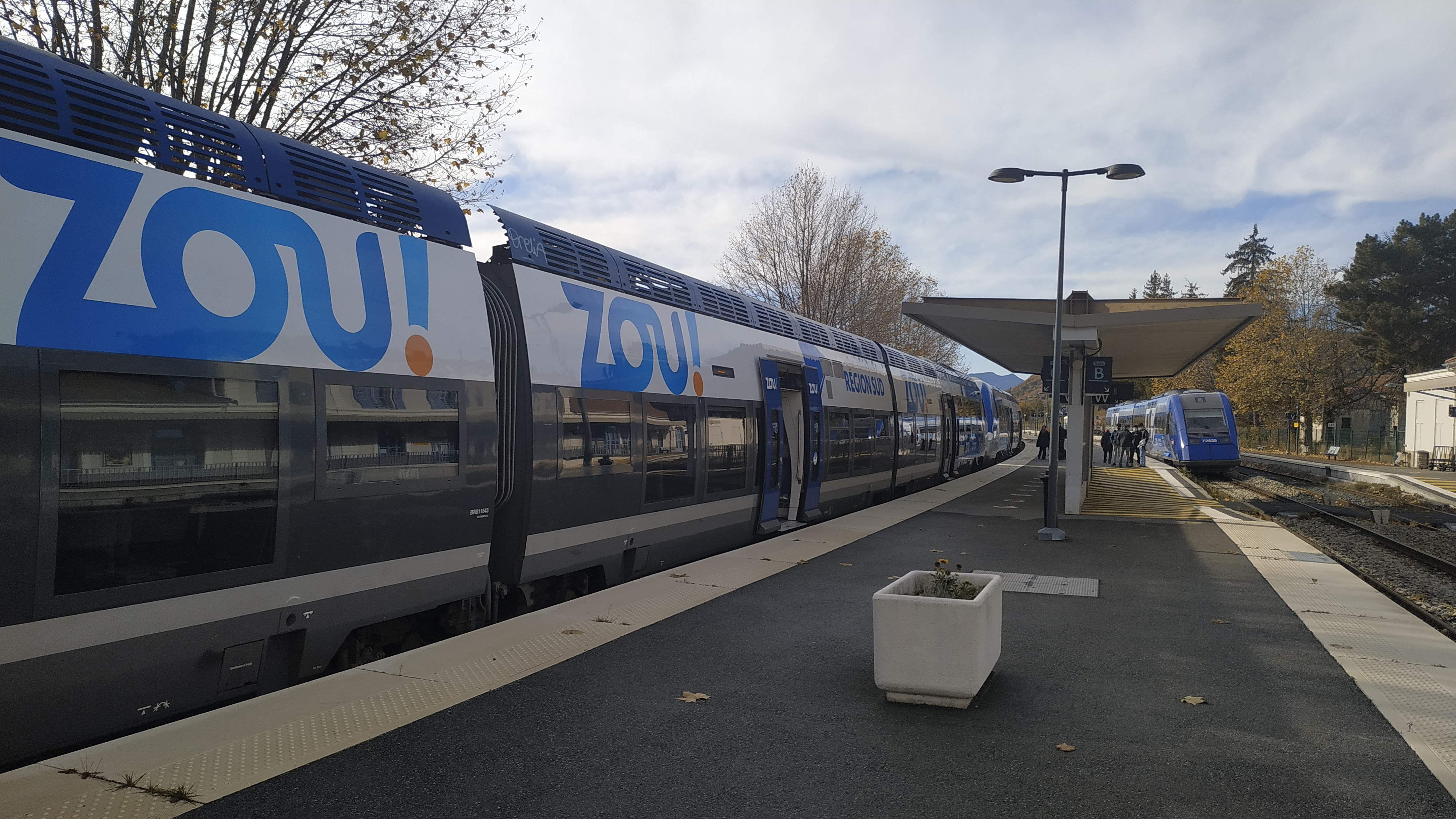
Deux TER en livrée « Zou ! ».

## Service des marchandises
Cette gare est ouverte au service du fret (train massif et wagons isolés pour certains clients).

## Ancien dépôt de Veynes
La rotonde, construite en 1885, accueillait des locomotives à vapeur pour le remisage et l'entretien. Celles-ci complétaient les trains, afin de gravir les fortes pentes des hautes vallées alpines. Elle a été démolie en 1971, le pont tournant ayant cependant été conservé afin d'effectuer des manœuvres.